# Filipa de Almada

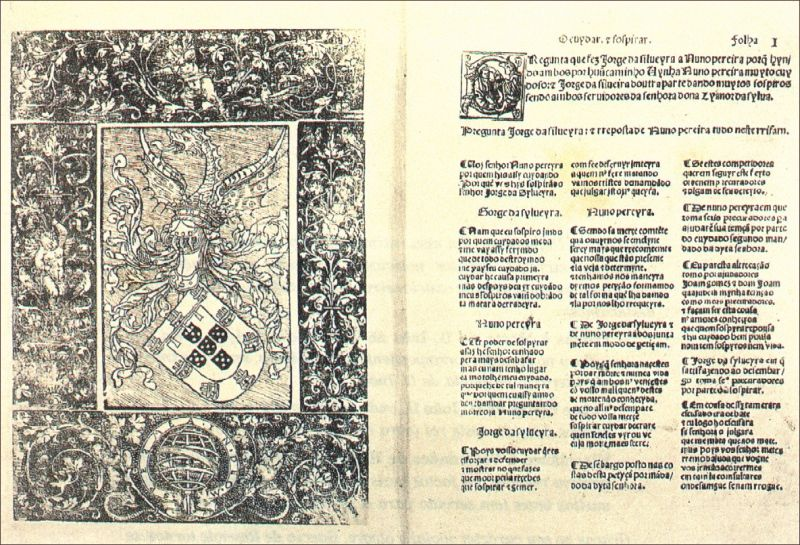
Strona pierwszego wydania Cancioneiro Geral z 1516 roku

Filipa de Almada (XV wiek) – portugalska arystokratka i poetka. Obracała się w kręgach dworskich za panowania Alfonsa V Aviza, zwanego Afrykańczykiem i Jana II Doskonałego. Wiersze Filipy de Almada zostały włączone do Cancioneiro Geral Garcii de Resende, najważniejszej antologii poezji portugalskiej, wydanej w 1516 roku. Filipa de Almada uchodzi za pierwszą znaną poetkę portugalską.